# Cardenal encaputxat
El cardenal encaputxat (Pheucticus aureoventris) és un ocell de la família dels cardinàlids (Cardinalidae) que es troba a Sud-amèrica. Es capturen amb vista a tenir-los com a mascotes.